# Каунерталь
Каунерталь (нім. Kaunertal) — громада округу Ландек у землі Тіроль, Австрія.
Каунерталь лежить на висоті 1287 м над рівнем моря і займає площу 193,5 км². Громада налічує 630 мешканців.
Густота населення 3/км².
|                                     |
| Каунерталь на мапі округу та землі. |

 Адреса управління громади: Feichten im Kaunertal 141, 6524 Kaunertal (Gemeinde).